# دوين داربي
دوين داربي (بالإنجليزية: Duane Darby)‏ هو لاعب كرة قدم بريطاني، ولد في 17 أكتوبر 1973 في برمنغهام في المملكة المتحدة. لعب مع روشدين ودايموندز وشروزبري تاون ونادي توركي يونايتد ونادي دونكاستر روفرز ونوتس كاونتي وهال سيتي.

## وصلات خارجية
- دوين داربي على موقع قاعدة بيانات كرة القدم.إي يو (الإنجليزية)
- دوين داربي على موقع Soccerbase.com (لاعب) (الإنجليزية)